# Kribiodosis clavigera
Kribiodosis clavigera är en tvåvingeart som beskrevs av Jean-Jacques Kieffer 1921. Kribiodosis clavigera ingår i släktet Kribiodosis och familjen fjädermyggor. Inga underarter finns listade i Catalogue of Life.